# Dilgo Khjence rinpočhe
Dilgo Khjence rinpočhe (1910 – 28. září 1991) byl mistr buddhismu Vadžrajánové cesty, učenec, básník, láma a mezi lety 1987-1991 hlavní představitel a držitel nauk školy Ňingmapy tibetského buddhismu.

## Život

### Mládí
Dilgo Khjence rinpočhe se narodil v roce 1910 v údolí Denhok v Khamu ve východním Tibetu do rodiny, která pocházela přímo od tibetského krále z devátého století n. l., Thisonga Decäna [790–858]. Jeho otec byl ministr krále oblasti Derge. Když bylo rinpočhemu sedm let, byl veřejně rozpoznán Žečhenen Gjalcchabem rinpočhem (1871-1926) v klášteře Žečhen – jednom ze šesti hlavních klášterů školy Ňingmapy jako znovuzrození Džamjanga Khjenceho Wangpa. Během několik dalších let obdržel plné vyškolení od mnoha učitelů, především učení o meditaci, rozsáhlé nauky dharmy, zvláště pak tanter.

### Intenzivní meditační trénink
Jeho kořenový lama byl Žečhen Gjalcchab rinpočhe a Dzongsar Khjence Čhökji Lodö (1893-1959) byl jeho další hlavní duchovní mistr. Potom co dokončil Ngöndro, Čtyři přípravná cvičení, strávil rinpočhe většinu z dalších třinácti let v tichém odosobnění (intenzivní meditační praxe v ústraní) na tichých místech na vzdálených poutních místech a jeskyních blízko svého rodiště.
Po tomto odosobnění, když bylo rinpočhemu dvacet osm let, strávil mnoho let se svým učitelem Dzongsarem Khjencem Čhökji Lodem. Potom co obdržel mnoho iniciací z cyklu Rinčhen Terdzo (kolekce objevených pokladů – tzv. term), požádal svého učitele o strávení zbytku svého života na osamělém odosobnění. Ale odpověď jeho učitele zněla: „Čas přišel pro tebe, abys učil a předal ostatním nespočetné drahocenné nauky, které jsi obdržel“.
V Tibetu se stal známým díky svým schopnostem předávat učení každé buddhistické linie v závislosti na tradici každého. Později na rinpočeho nahlížel i Dalajláma jako na svého hlavního učitele v tradici Ňingmapy a Dzogčhenu.

### Odchod do exilu
Po čínské okupaci Tibetu, která vyústila v občanské nepokoje, odešel Dilgo Khjence rinpočhe do exilu. Usídlil se v klášteře Žečhen Teňi Dhargjä Ling v Nepálu a stal se duchovním poradcem královské rodiny Bhútánu. Postavil také novou stúpu v Bódhgaji a připravil plány na vybudování sedmi dalších stúp ve významných poutních místech, spojených se životem Buddhy. Hodně cestoval po Indii, jihovýchodní Asii i na Západě, včetně Francie, Velké Británie a USA.

### Jeden z nejvýznamnějších mistrů Ňingmapy
V roce 1976 navštívil Dánskou královskou knihovnu a požádal je, aby mu ukázali všechny původní rukopisy. Vybral z nich šest svazků, které nebyly k dispozici ani v Indii a nechal z nich udělat kopie. Mezi nimi byly i některé termy původně nalezené tertönem (ten, kdo nalézá skryté nauky - termy) Ňang Ral Ňima Özerem.
Během roku 1980 dvakrát navštívil Tibet. Byl uznáván jako jeden z nejvýznamnějších mistrů školy Ňingmapa a stal se známým především realizováním praxe Atijógy. Napsal mnoho komentářů, meditativních textů a básní a proslavil se vynikající učeností a moudrostí. Měl také významný podíl na úsilí o zachování tibetského duchovního dědictví shromažďováním a publikováním mnoha vzácných buddhistických textů, které by jinak byly provždy ztraceny.
Příznivci tibetského buddhismu nahlíželi na Dilga Khjence rinpočheho jako na učitele učitelů, realizovanou bytost, který byl známý také jako opravdová velmi dobrá bytost. Celý svůj život věnoval zachování a rozšíření Buddhovy Dharmy a dodnes je mezi tibetskou diasporou, stejně tak jako na Západě nahlížen s údivem a úctou. Byl jedním z mála tibetským lamů, kteří nesli titul Jeho Svatost.

### Kremační ceremonie
Během finální kremační ceremonie, které probíhaly v listopadu roku 1992 během tří dnů ve městě Paro v Bhútánu bylo přítomno přes sto důležitých lamů, královská rodina a ministři Bhútánu, pět set západních žáků a celkem okolo padesát tisíc jeho žáků a obdivovatelů.

## Publikační činnost

### anglicky
- Enlightened Courage: An Explanation of Atisha's Seven Point Mind Training by Rab-Gsal-Zla-Ba, Dilgo Khyentse Rinpoche, Snow Lion Publications (December 1, 1993); ISBN 1-55939-023-9
- Guru Yoga : According to the Preliminary Practice of Longchen Nyingtik by Rab-Gsal-Zla-Ba, Matthieu Ricard, Dilgo Khyentse Rinpoche, Snow Lion Publications (December 1, 1999); ISBN 1-55939-121-9
- Journey to Enlightenment: The Life and World of Khyentse Rinpoche, Spiritual Teacher from Tibet, by Matthieu Ricard (Photographer) [Dilgo Khyentse Rinpoche's disciple], Padmakara Translation Group (Translator), (October 1, 1996); ISBN 0-89381-679-5
- The Excellent Path to Enlightenment by H.H. Dilgo Khyentse Rinpoche, Snow Lion Publications (April 1, 1996); ISBN 1-55939-064-6
- The Heart Treasure of the Enlightened Ones by Dilgo Khyentse Rinpoche, Patrul Rinpoche, Sambhala; ISBN 0-87773-493-3
- The Hundred Verses of Advice : Tibetan Buddhist Teachings on What Matters Most by Dilgo Khyentse Rinpoche, Padama Sangye, Shambhala (February 15, 2005); ISBN 1-59030-154-4
- The Lotus-Born: The Life Story of Padmasambhava by Erik Pema Kunsang, His Holiness Dilgo Khyentse Rinpoche, Tsele Natsok Rangdrol, Yeshe Tsogyal, North Atlantic Books, Rangjung Yeshe(October 10, 2004); ISBN 962-7341-55-X
- The Wish-Fulfilling Jewel by Dilgo Khyentse Rinpoche, Shambhala (March 16, 1999); ISBN 1-57062-452-6

### česky
- Dilgo Khjence rinpočhe, Poklad v srdci probuzených, DharmaGaia, 2006, ISBN 80-86685-39-X
- Dilgo Khjence rinpočhe, Nebojácný soucit, DharmaGaia, 2007, ISBN 978-80-86685-72-4
- Dilgo Khjence rinpočhe, Sto veršů rad mistra jménem Padampa Sanggjä lidem z Tingri, DharmaGaia, 2009, ISBN 978-80-86685-95-3

## Citáty
„Očekávat, že budeme šťastní, aniž se vzdáme negativního jednání, je jako strkat ruce do ohně a doufat, že nás nespálí.“ 

„Tibeťané věřili v Tibetu dvěma buddhům – Karmapovi a Dilgovi Khyentse Rinpocheovi.“ 